# Herb Tyszowiec
Herb Tyszowiec – jeden z symboli miasta Tyszowce i gminy Tyszowce w postaci herbu.

## Wygląd i symbolika
Herb przedstawia wizerunek wzlatującego Orła białego bez korony, z głową zwróconą w prawo, z rozwiniętymi skrzydłami, z ogonem zwróconym w lewo, umieszczony na czerwonej tarczy herbowej.

## Historia
Książę mazowiecki Władysław nadał miastu herb z własnym orłem. Przeniósł miasto z prawa polskiego i ruskiego na magdeburskie i stworzył dogodne warunki rozwoju wyludnionym i zniszczonym Tyszowcom. Miasto bowiem ucierpiało w walkach ze Szwedami. W niezmienionej postaci herb używany jest do dziś.